# Bullshitbingo

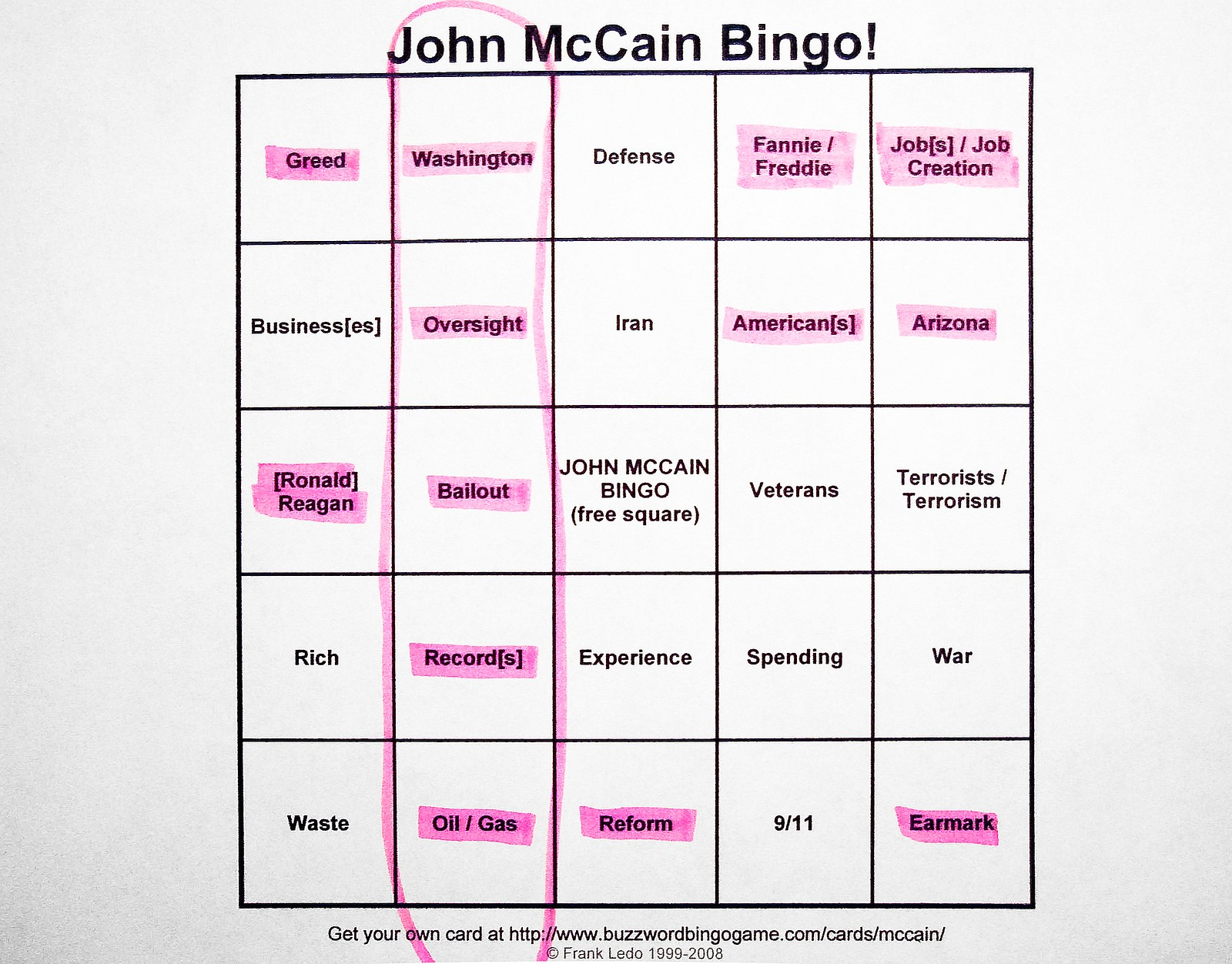
Bingo op een bingokaart die gebruikt werd tijdens een debat voor de Amerikaanse presidentsverkiezingen van 2008

Bullshitbingo (ook bekend als Buzzword-bingo of Lulkoekbingo) is een spelletje waarmee de tijd kan worden gedood tijdens saaie (verplichte) vergaderingen of andere bijeenkomsten waarin naar het oordeel van de luisteraars te veel geleuterd wordt. Het is gebaseerd op het normale bingospel.
Het idee is om voor een vergadering of een presentatie een lijstje te maken van 25 "buzzwoorden" die men verwacht tegen te komen. Deze worden op een bingokaart of gewoon een snel gemaakt 5x5-tabelletje geschreven. Degene die het eerste zijn kaart vol heeft (volgens de regels van normaal bingo) roept hard "Bullshit!" of afhankelijk van het gezelschap gewoon "Bingo!"
Het spel is in 1993 uitgevonden door Tom Davis, destijds werkzaam bij Silicon Graphics. Het spel kreeg bekendheid toen het in 1994 in een strip van Dilbert werd gebruikt.

## Aanleidingen
Bullshitbingo kan om verschillende redenen gespeeld worden.
- Omdat de spreker ervan beschuldigd wordt met niet ter zake doende termen te strooien (zoals "Out of the box", "Lean", "Doelgericht" of "Incentives") om zo te verhullen dat hij eigenlijk niks te vertellen heeft.
- Omdat een bepaalde spreker steeds weer dezelfde stopwoorden of citaten gebruikt. Zoals "Uh", "Nietwaar?", "Laat ik het zo zeggen", "Prima" of "Zo kan ie wel weer".
- Om (het plan van) een leidinggevende belachelijk te maken. In dit geval is het beter om de bingo stiekem met elkaar te spelen en dan zachtjes "Bingo" te mompelen of het woord bingo op zo'n manier te gebruiken dat de spreker niets in de gaten heeft.
- De spreker kan ook zelf een bingoformulier uitdelen om zeker te stellen dat alle termen aan bod zullen komen en om de luisteraars bij de les te houden.

## Bekende voorbeelden
- In 1996 hield Al Gore een toespraak bij het MIT. Voorafgaand aan de toespraak werden bingokaarten uitgedeeld met de gehypete termen die hij waarschijnlijk zou gaan gebruiken.
- In 2007 kwam IBM met een reclamefilmpje waarin bullshitbingo werd gebruikt.[2]
- In de zomer van 2005 presenteerde de jongerenvereniging Ronduit van de Evangelische Omroep in haar tijdschrift Ronduit Insite de "Halleluja-bingo". Deze was bedoeld om tijdens de kerkdienst te spelen. De bingo, een christelijke parodie op de bullshitbingo, was weergegeven in twee versies: eentje met "gereformeerde" en eentje met "evangelische" woorden.
- Van Mart Smeets is een dergelijke bingokaart uitgebracht om de Olympische Spelen in Londen te volgen.[3]
- Tijdens de verkiezingsuitzending van het NOS Jeugdjournaal op 14 maart 2021, uitgezonden in het kader van de dat jaar gehouden Tweede Kamerverkiezingen, werd deze bingo online gehouden op de site van het Jeugdjournaal. Op de bingokaarten stonden politieke woorden die moesten worden weggestreept zodra ze in de uitzending werden genoemd. Met een BINGO kon een Jeugdjournaal-rugzak worden gewonnen.